# Thunbergia togoensis
Thunbergia togoensis är en akantusväxtart som beskrevs av Gustav Lindau. Thunbergia togoensis ingår i släktet thunbergior, och familjen akantusväxter. Inga underarter finns listade i Catalogue of Life.

## Bildgalleri

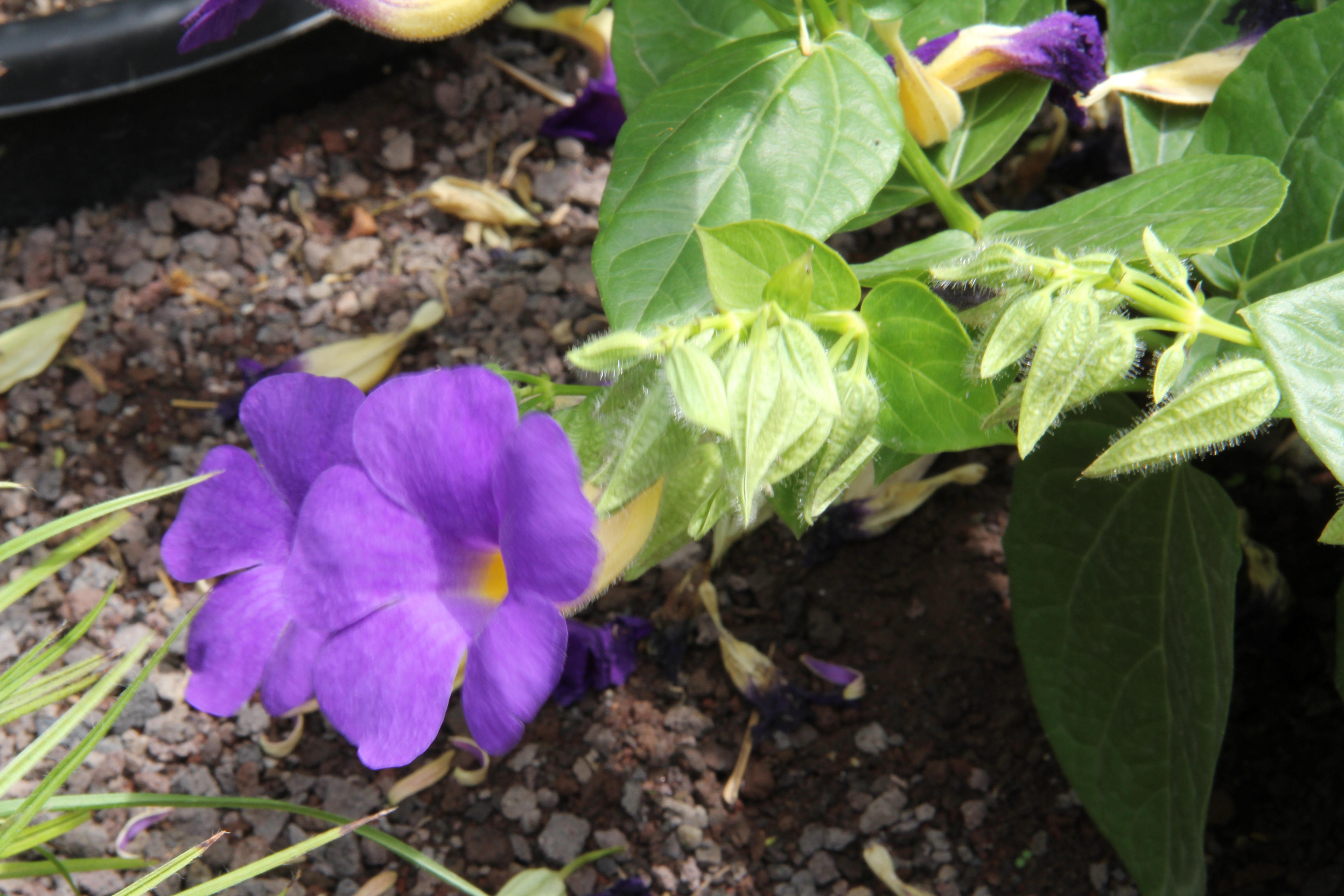